# ヘナロ・レオン
ヘナロ・レオン（Genaro Leon、1960年8月10日 - ）は、メキシコの男性プロボクサー。シナロア州クリアカン出身。元WBO世界ウェルター級王者。

## 来歴
1984年ロサンゼルスオリンピックのウェルター級で出場。1回戦を完封で制すと、2回戦は後のWBA世界スーパーライト級王者平仲明信を初戦に続き完封で制した。3回戦は3-2の僅かで制したが準々決勝で後のWBA世界ウェルター級王者で今大会で金メダルを獲得するマーク・ブリーランドに初回KO負けで敗退した。
1984年9月28日、プロデビューを果たし2回KO勝ちで白星でデビューを飾った。
1986年2月22日、マリオ・オルメドと対戦し10回判定勝ち。
1988年9月22日、ヤング・デリック・タイガーと対戦し10回2-0の判定勝ち。
1989年5月6日、ダニー・ガルシアと初代WBO世界ウェルター級王座決定戦を行い初回KO勝ちで王座獲得に成功した。
1989年12月15日、WBO世界ウェルター級王座を返上した。
1989年12月16日、メキシコシティのプラザ・デ・トロスでWBCアメリカ大陸ウェルター級王者スリオ・サンチェスと対戦し初回1分54秒TKO勝ちで王座獲得に成功した。
1991年3月27日、ミゲル・アンヘル・ドミンゲスと対戦し4回TKO勝ちで初防衛に成功した。
1992年3月16日、ラモン・ラモスと対戦し2回TKO勝ちで2度目の防衛に成功した。
1993年1月12日、ニューヨークのパラマウント・シアターでWBC世界ウェルター級王者バディ・マクガートと対戦し12回0-3(113-118、114-117、111-117)の判定負けでWBOに続く王座獲得に失敗した。
1994年4月23日、ヘスス・カルデナスと対戦し3回失格負けで3度目の防衛に失敗し王座から陥落した。
1995年8月7日、後のIBF世界スーパーウェルター級王者でNABO北米ウェルター級王座決定戦でルイス・ラモン・カンパスと対戦し3回TKO負けで王座獲得に失敗した。
2001年7月28日、カルロス・アントニオ・エスコバルと対戦し7回KO勝ちを最後に現役を引退した。

## 獲得タイトル
- 初代WBO世界ウェルター級王座（防衛0=返上）
- WBCアメリカ大陸ウェルター級王座